# Duesenberg Model D
Der Duesenberg Model D ist ein US-amerikanisches Konzeptfahrzeug aus dem Jahr 1966, mit dem seine Initiatoren die vor dem Zweiten Weltkrieg eingestellte Marke Duesenberg wiederbeleben wollten. Das von Virgil Exner gestaltete Modell war ein sogenanntes Revival-Auto, das Designelemente der Vorkriegszeit zitierte. Eine Serienproduktion kam aus finanziellen Gründen nicht zustande. Der Duesenberg D gilt ungeachtet dessen als konzeptioneller und stilistischer Vorläufer mehrerer anderer amerikanischer Oberklassefahrzeuge, darunter der Modelle der Stutz Motor Car of America.

## Hintergrund

### Virgil Exner

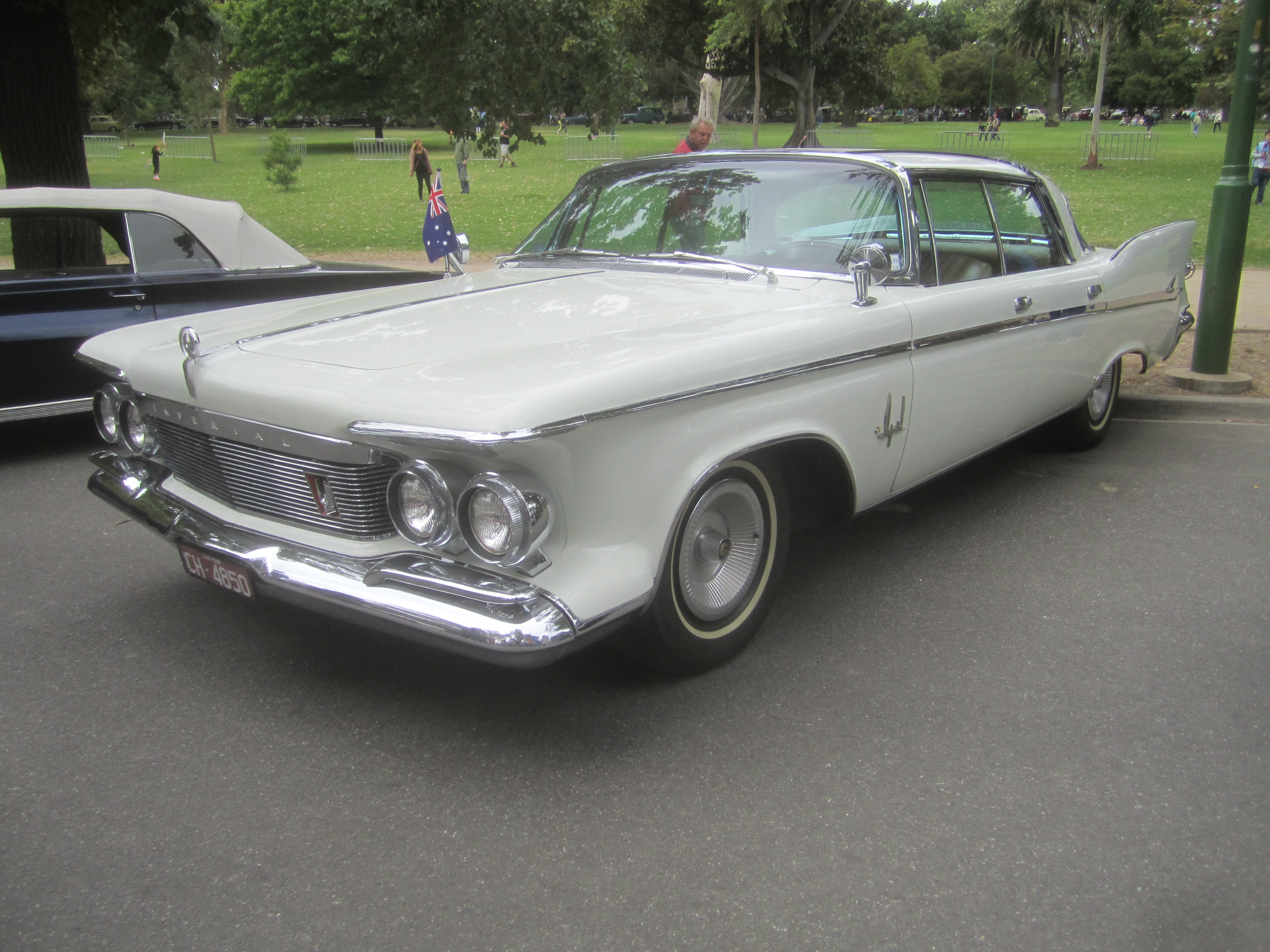
Virgil Exners erstes Serienfahrzeug mit Zitaten klassischen Designs: Imperial von 1961

Initiator des Autos war der Designer Virgil Exner, der in den 1950er-Jahren als Design-Vorstand von Chrysler für richtungsweisende Designkonzepte wie den Hundred Million Dollar Look von 1955 und den Forward Look von 1957 verantwortlich gewesen war.
Ende der 1950er Jahre begann Exner, sich mit klassischen Designelementen zu befassen. Sein letzter Chrysler-Entwurf, die 1961er Generation von Imperial, war mit frei stehenden Frontscheinwerfern und angedeuteten Kotflügeln bereits von diesen Ideen geprägt. Nach seiner Demission bei Chrysler vertiefte Exner diese Gedanken und stellte Studien dazu an, wie moderne Fahrzeuge und klassische Designelemente miteinander zu verbinden seien. Das Ergebnis war eine ganze Reihe von sogenannten Revival-Cars, Skizzen mit Vorschlägen, wie in den frühen 1960er Jahren ein Packard, ein Pierce-Arrow oder ein Mercer aussehen würden. Sie wurden im Magazin Esquire veröffentlicht. 1964 entwarf Exner schließlich eine große viertürige Limousine, die er sich als Revival eines Duesenberg vorstellte. Es war sein zweiter Entwurf zum Thema Duesenberg; bereits 1962 hatte Exner über einen Phaeton mit zwei Windschutzscheiben – einen sogenannten Dual Cowl Phaeton – nachgedacht, das allerdings nicht realisierbar war.

### Duesenberg Corporation
1964 gründete Fred Duesenberg, der Sohn von August Duesenberg, zusammen mit einer Reihe amerikanischer Geschäftsleute am Sitz der ehemaligen Duesenberg-Werke in Indianapolis, Indiana, die Duesenberg Corporation. Größter Kapitalgeber war der texanische Geschäftsmann Fred McManis, der ab 1965 als Präsident der Duesenberg Corporation fungierte, während Fred Duesenberg der Vorstandsvorsitzende war. Zu den Investoren gehörten im Übrigen Milo N. Record, Paul Farago und Brian A. Orr.
Die Duesenberg Corporation übernahm 1965 Exners Entwürfe für eine große Duesenberg-Limousine. Sie ließ einen Prototyp herstellen, der im Laufe des Jahres 1965 mehrfach angekündigt und Anfang 1966 der Öffentlichkeit vorgestellt wurde. Für Auto und Unternehmen wurde in zahlreichen ganzseitigen Presseanzeigen geworben, und eine Serienproduktion wurde für 1966 angekündigt. Eine Anzeige aus dem Jahr 1965 erklärte, der Wagen werde vollständig in Handarbeit hergestellt, „in einer Präzision, die heute in Amerika unbekannt ist“. Das Auto habe breitere Sitze und mehr Kopf- und Kniefreiheit als jede andere amerikanische Serienlimousine. Sonderausstattungen wurden „weder angeboten noch benötigt: Der Duesenberg verfüge über jedes erdenkliche Ausstattungsdetail“. Der Verkaufspreis wurde mit 19.500 Dollar angegeben. Damit war es das mit Abstand teuerste amerikanische Auto des Modelljahrs 1966: Für diesen Preis hätte der Kunde alternativ zwei Cadillac-75-Limousinen mit langem Radstand oder drei Imperial-Le-Baron-Hardtop-Sedans erhalten können. Angaben zum geplanten Produktionsumfang waren widersprüchlich: Teilweise war von 300, teilweise von bis zu 2000 Exemplaren jährlich die Rede.
Nach der Vorstellung des Prototyps gingen die ersten zehn Bestellungen ein, darunter angeblich jeweils eine von Elvis Presley und Jerry Lewis. Allerdings kam das Projekt bereits 1966 zum Erliegen, bevor ein weiteres Exemplar gefertigt wurde. Das Unternehmen war schwach finanziert; es war erwartet worden, nach der Präsentation des Prototyp weitere Investoren für das Projekt zu interessieren, mit deren Hilfe der Betrag von 2,5 Mio. US-$, der für die Aufnahme der Serienproduktion nötig war, aufgebracht werden sollte. Dazu kam es allerdings nicht. Die Herstellung des Prototyps und die breit angelegte Werbung habe das gesamte Budget aufgebraucht. Der Händler, der die zehn Käufer vermittelt hatte, hatte einen vertraglich Anspruch auf 500 Dollar Provision pro Auto. Das Unternehmen sei aber nicht in der Lage gewesen, diese 5.000 Dollar aufzubringen. Daraufhin ließ ein Händler den Prototyp pfänden und versteigern. Danach meldete das Unternehmen Insolvenz an.
Im Herbst 2018 wurde der Prototyp, nachdem er viele Jahre in einem Museum gestanden hatte, erstmals öffentlich zum Verkauf angeboten. Der Verkäufer forderte einen Preis von 375.000 US-$.

## Das Auto

### Design
Der Duesenberg Sedan war eine zeitgemäß gestaltete Limousine, bei der zahlreiche Applikationen an klassisches Automobildesign der 1930er Jahre erinnern sollten. Dazu gehörte ein vorstehender Kühlergrill, im Bereich der Radläufe geschwungene Zierleisten, die an frei stehende Kotflügel erinnern sollten, sowie gegenläufig öffnende Türen (sogenannte Selbstmördertüren). Anderseits gab es – als zeitgenössisches Stilelement – verdeckte Scheinwerfer. Der Innenraum war großzügig gestaltet und mit aufwendigen Materialien ausgestattet.

### Technik
Die Technik des Duesenberg Model D war anspruchslos. Der Wagen basierte auf einem leicht verlängerten Chassis von Chryslers Luxusmarke Imperial, von der auch die Antriebstechnik und Motorisierung übernommen wurde.

### Prototyp
1965 fertigte die Carrozzeria Ghia in Turin einen Prototyp. Er war anfänglich schwarz lackiert. Später erschien er in Violett mit schwarzem Hardtop, auf einigen Bildern ist er schließlich in dunkelroter Lackierung zu sehen. Das Fahrzeug existiert noch. Es wurde 2014 auf dem Amelia Island Concours d’Elegance öffentlich gezeigt. Im Herbst 2019 stand das Fahrzeug bei RM Sotheby’s zur Auktion, es hatte zu dem Zeitpunkt eine Laufleistung von weniger als 800 Meilen. Der Schätzpreis lag bei 300.000 bis 350.000 US-Dollar und es wurde nicht verkauft.

## Der Nachfolger

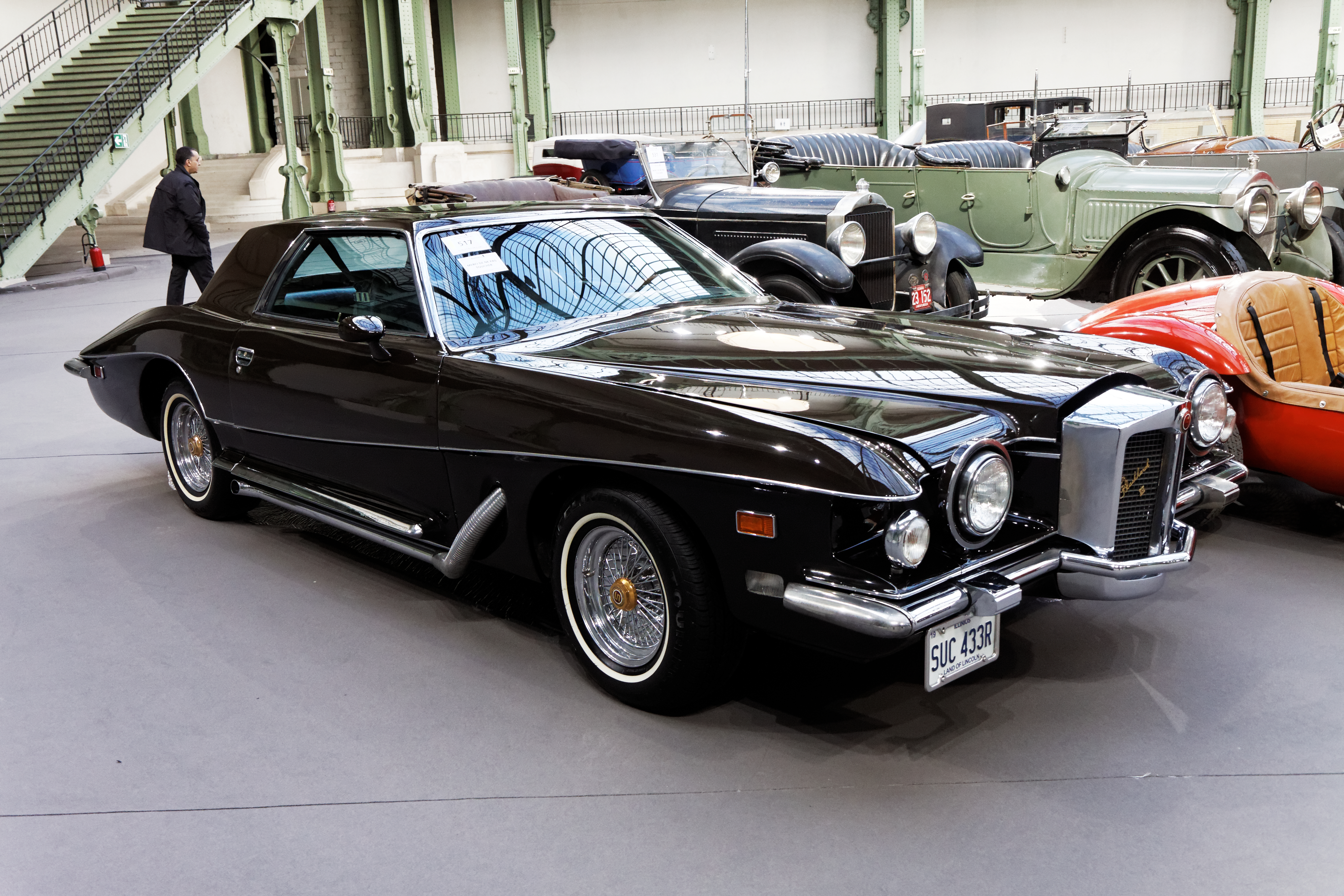
Weiteres Revival Car von Virgil Exner: Stutz Blackhawk

Der New Yorker Bankier James O’Donnell griff das Konzept des Duesenberg und vor allem Exners Design 1968 wieder auf, als er das Unternehmen Stutz Motor Car of America gründete, seinerseits ein Revival der traditionsreichen Sportwagenmarke Stutz. Das Unternehmen bot von 1968 bis 1987 unterschiedliche Wagen an, die in vielen Details Exners Duesenberg-Design wieder aufnahmen. Auch hier wurde amerikanische Großserientechnik mit klassischen Designelementen – Kritiker sprechen von Imitaten – verbunden; die Karosserie wurde, wie schon im Falle des Duesenberg geplant, in Italien in reiner Handarbeit hergestellt. Anders als die Duesenberg Corporation war das Unternehmen Stutz solide finanziert und hielt sich nahezu 20 Jahre lang am Markt.

## Der Einfluss des Designs

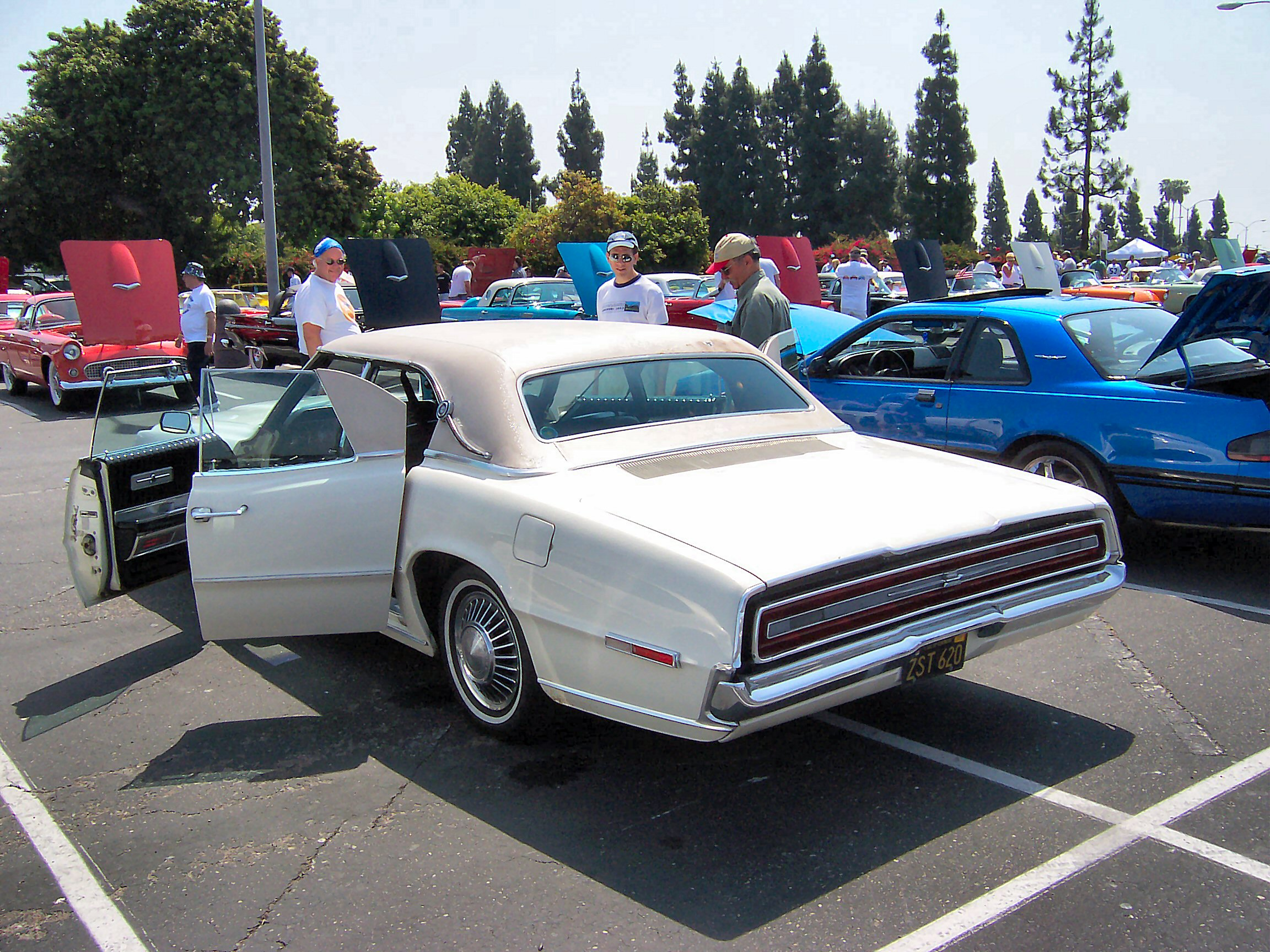
Selbstmördertüren und flache Dachpartie: Ford Thunderbird der „Glamour-Bird“-Generation

Obwohl das Projekt der Duesenberg Corporation letztlich scheiterte, war Exners Design Vorbild für viele amerikanische Automobildesigner, die einzelne seiner Ideen in den folgenden Jahren in die amerikanische Großserie übertrugen. Neben den Modellen von Stutz, die als Kopie des Duesenberg angesehen werden können, gilt dies für folgende Fahrzeuge:
- Verborgene Scheinwerfer erschienen in Serie erstmals 1967 beim Cadillac Eldorado, 1968 beim Lincoln Continental Mark III und ab 1969 bei einigen teuren Chrysler-Modellen der Fuselage-Generation.
- Der über die Vorderfront hinausragende Kühlergrill wurde 1969 vom Pontiac Grand Prix übernommen (jenes Auto, auf dem der Duesenberg-Nachfolger Stutz Bearcat beruhte) und kurz darauf unter dem Namen Knudsen-Nase zum Stilmerkmal verschiedener Ford-Modelle.
- Die Dachlinie mit den hinten angeschlagenen Hecktüren und der breiten C-Säule einschließlich des Schwungs über den Hinterrädern fand sich kaum verfälscht in den Limousinen der fünften Generation des Ford Thunderbird, den sogenannten Glamour Birds, wieder.